# Senad Lulić
Senad Lulić (født 18. januar 1986) er en bosnisk tidligere professionel fodboldspiller, som spillede som midtbanespiller i sin karriere. Han var del af Bosnien-Hercegovinas trup til VM 2014.

## Klubkarriere

### Schweiziske klubber
Lulić begyndte sin karriere hos Chur 97, hvor han gjorde sin professionelle debut i 2003. Han skiftede herefter til AC Bellinzona i 2006, hvor han med til at føre klubben til oprykning til den schweiziske liga. I 2008 skiftede han til storklubben Grasshopper-Club Zürich, og i sæsonen 2010-11 skiftede han kortvarigt til BSC Young Boys.

### Lazio
I 2011 blev Lulić solgt til den italienske hovedstadsklub SS Lazio for en pris på 3 millioner euro. Han etablerede sig over de næste år som en fast mand på holdet, hvor han især blev kendt for sin evne til at spille på flere forskellige positioner. Han blev i juli 2017 udnævnt som holdets anfører.
Han forlod klubben ved udgangen af 2020-21 sæsonen, og stoppede herpå sin spillerkarriere.

## Landsholdskarriere
Lulić debuterede for Bosnien-Hercegovinas landshold den 1. juni 2008. Han var del af Bosnien-Hercegovinas trup til VM 2014, hvilke var landets første optræden ved en international turnering.
Han annoncerede i december 2017, at han stoppede på landsholdet. Han opnåede at spille 57 gange for Bosnien.

## Privat
Lulić blev født i Mostar, Jugoslavien, men flygtede med sin familie til Schweiz under borgerkrigen i Jugoslavien.